# Carte Bleue
Carte Bleue是法国主要的借记卡系统。与维萨电子卡和万事顺卡等借记卡不同，Carte Bleue卡允许在未获得发卡行联机受权的情况下就进行交易。在很多情况下，Carte Bleue卡能像信用卡一样使用，却没有年费。Carte Bleue目前已与用途更广泛的CB（或被称为carte bancaire）合并。所有的Carte Bleue卡都是CB卡，但不是所有的CB卡都是Carte Bleue。
Carte Bleue是法国的，Carte Bleue单标卡在法国之外无法使用。不过，司空见惯的Carte Bleue 维萨双标卡可以在法国之外使用。从技术角度来看，Carte Bleue WAS可以算作Visa在法国的一个分支结构。
Carte Bleue创始于1967年，初创时联合了法国6家银行：法國巴黎銀行、法国商业信贷银行、法国北方信贷银行、法国工商信贷银行、法国里昂信贷银行和法国兴业银行。Visa双标卡于1973年起以Carte Bleue Internationale的名义开始发行，1976年更名为Carte Bleue Visa。
从1992年起，所有的Cartes Bleues / CB卡均为智能卡。在法国的商户使用Cartes Bleues卡进行交易时必须输入密码，智能卡上的芯片用于对卡片的验证和交易的受权。只有非常有限的几种交易，例如高速公路通行费或停车费，支付时可以不输入密码。由于自动取款机也核验密码，这一措施大大降低偷盗Cartes Bleues的动力，因为卡没有密码根本无效（尽管有人可能会尝试使用卡号邮购或电子零售）。如果商户愿意受理，没有芯片的境外卡仍然可以在法国的商户使用，与常规的刷卡步骤一致，刷磁条、在签购单上签名。
2003年，为了方便在境外受理，Cartes Bleues / CB卡开始将智能芯片迁移到国际标准EMV上。
2010年，Cartes Bleues被逐步淘汰，取而代之的是维萨经典借记卡。